# Isola Watkins
L'isola Watkins è un'isola situata al largo della costa di Graham, nella Terra di Graham, in Antartide. L'isola, che raggiunge una lunghezza di circa 8 km in direzione nord/sud e una larghezza massima di 5, si trova in particolare nella parte sud-occidentale dell'arcipelago delle isole Biscoe, poco a sud-ovest dell'isola Lavoisier e dell'isola Krogh, dalle quali la separa lo stretto di Lewis.

## Storia
L'isola Watkins è stata scoperta durante la prima spedizione francese in Antartide comandata da Jean-Baptiste Charcot e svoltasi dal 1903 al 1905, tuttavia rimase senza nome fino a quando non fu nuovamente avvistata durante la spedizione britannica nella Terra di Graham, comandata da John Rymill e condotta dal 1934 al 1937. Quest'ultimo battezzò l'isola come "isola Mikkelsen", in onore dell'esploratore danese Ejnar Mikkelsen, ignorando l'esistenza delle isole Mikkelsen, situate circa 120 km a sud-ovest e così battezzate più di 20 anni prima da Charcot nel corso della sua seconda spedizione in Antartide, condatta dal 1908 al 1910. Per evitare equivoci, nel 1952 il Comitato britannico per i toponimi antartici rinominò l'isola con il suo attuale nome in onore di Gino Watkins, leader della spedizione britannica per una rotta aerea Artica, svoltasi tra l'estate del 1930 e l'autunno del 1931.